# Лебедев, Николай Николаевич (журналист)
Николай Николаевич Лебедев (4 апреля 1897, Российская империя – 11 января 1984, Новосибирск) — один из первых журналистов Новосибирска, сотрудник новосибирского радио, автор популярных передач, краевед.

## Биография
Родился в Санкт-Петербурге в 1897 году.
С 1916 года начал печататься в изданиях. Обучался на медицинском факультете Томского университета, но вуз не окончил.
Участвовал в Первой мировой войне. В 1918 года стал членом РКП(б).
С 1920 года после восстановления в Сибири советской власти целиком посвятил себя журналистике. Сначала как сотрудник газеты Западно-сибирской железной дороги «Сибирский гудок», затем заведующий политическим отделом томской газеты «Рабочее знамя», с 1922 года в качестве редактора кузбасской газеты «Работник», чуть позже заместитель главного редактора минусинской газеты «Власть труда».
Летом 1924 года переехал в Новосибирск, где начал сотрудничать с журналами «Большевик» (секретарь редакции) и «Кооперативная Сибирь», до 1960-х годов был корреспондентом газеты «Советская Сибирь».
Одновременно с этим оставался активным участником рабселькоровского движения. Осенью 1930 года за время командировки в Абакан организовал выпуск новой газеты «Советская Хакассия».
С марта 1931 года и до самого конца жизни Николай Лебедев прошёл путь от редактора новосибирского радио до автора популярных передач, посвящённых истории Сибири.